# Initiative populaire fédérale suisse sur le service citoyen
L'initiative populaire « Pour une suisse qui s'engage (initiative service citoyen) » est une initiative populaire fédérale suisse déposée le 26 octobre 2023.  
Elle vise à ce que toute personne de nationalité suisse accomplisse « un service au bénéfice de la collectivité et de l'environnement », « sous la forme du service militaire ou d’un autre service de milice équivalent reconnu par la loi ». 

## Suisse
Le projet d'introduction d'un service citoyen en Suisse est porté par l'association pour la promotion de l’engagement de milice – aussi connue sous le nom «Association Service Citoyen» – fondée à Genève en 2013,. Cette association a pour but de promouvoir et de soutenir l’esprit et le système de milice ainsi que l’engagement citoyen en Suisse.
La devise de ses promoteurs « Unus pro omnibus, omnes pro uno » (« un pour tous, tous pour un ») fait référence à la devise traditionnelle de la Confédération suisse censée rappeler la responsabilité de chacun envers tous les membres de la société, l'engagement individuel et la responsabilité de la société envers chacun de ses membres, l'engagement collectif.

## Initiative populaire fédérale
En Suisse, le modèle du service citoyen fait l'objet de l'initiative populaire fédérale « Pour une Suisse qui s'engage (initiative service citoyen) », en collecte de signatures depuis le 26 avril 2022. L'initiative vise à modifier l'article 59 de la Constitution fédérale afin de remplacer le service obligatoire actuel, essentiellement militaire et masculin, par un service au bénéfice de la collectivité et de l'environnement pour toute personne de nationalité suisse. L'inclusion éventuelle des personnes n'ayant pas la nationalité suisse ainsi que ses modalités sont laissées à la discrétion législative de l'Assemblée fédérale.
Selon le projet présenté par le comité d'initiative, le service citoyen s'effectuerait, dans sa première version d'application, au sein des trois institutions de milice obligatoire existantes, à savoir l'armée, la protection civile et le service civil. D'autres engagements de milice, tels que les corps de sapeurs-pompiers volontaires, pourraient être reconnus par la suite.